# Кінематограф Німеччини

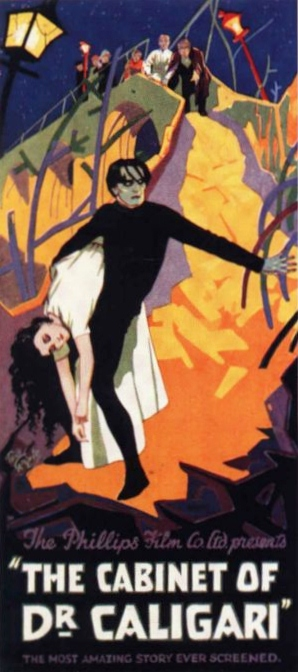
«Кабінет доктора Калігарі» (1919), класичний фільм раннього періоду німецького кінематографа

Німецький кінематограф є значним пластом світового кіномистецтва і включає численні шедеври кінематографа, починаючи з німого кіно і закінчуючи сучасними авторськими роботами.

## 1895—1918: епоха піонерів кінематографа
Історія розвитку кінематографа Німеччини бере свій початок в рік народження кіно: вже у 1895 році, за два місяці до братів Люм'єр, що показували своє «Прибуття потягу» в Парижі, в берлінському палаці Вінтергартен (Wintergartenpalais) брати Складановські організували для публіки перегляд коротких стрічок за допомогою власного винаходу — так званого «біоскопу». Проте апарат Складановських через дорожнечу своєї технології не зміг конкурувати з проєктором Люм'єрів, який використовувався не лише для проєкції зображення, але і для зйомки.
Новий вид розваги, яким став кінематограф, швидко завоював популярність серед «вищого суспільства» Німеччини, проте так же швидко ця популярність стала масовою, і короткі фільми вже всюди показувалися як ярмаркові атракціони звичайним городянам і робітникам. Намети, в яких проходили кіносеанси, називалися в простолюдді «кінтоппи». Примітивному «сінематографу» намагалися протистояти люди, зацікавлені в ньому як в мистецтві.
Пожвавлення почалося після 1910 року коли на кінематограф в Німеччині стали звертати увагу знамениті театральні актори і режисери, що раніше, як і в інших країнах, до кіно ставилися зневажливо. Цю активну зацікавленість в кіно почав проявляти і видатний німецький театральний режисер Макс Рейнгардт, у якого навчалося багато згодом іменитих режисерів (Мурнау, П. Лені, Е. Любіч, П. Вегенер, В. Дітерле, О. Премінґер) і акторів — К. Фейдт, Е. Яннінгс, Марлен Дітріх. Період з 1910 по 1914 рік деякі історики називають часом «літературного кінематографа», бо в роботі над створенням фільмів брали участь такі відомі німецькі і австрійські драматурги, як Артур Шніцлер, Герхарт Гауптман, Герман Зудерман та реформатор театру Макс Рейнгардт.
В Німеччині знімаються перші художні кінострічки з більшою тривалістю і покладеною в основу літературною складовою (наприклад «Блакитна миша» (1912) та «Інший» (1913) режисера Макса Мака, «Празький студент» (1913) та інші).
До 1914 року більші частину показуваного кіно складали німі фільми, що імпортувалися, передусім з Данії та Італії. Як і у всьому світі, німецька публіка виявилася схильна до «феномену кінозірок»: вона хотіла бачити в нових фільмах певних кіноакторів. Серед перших німецьких кінозірок тих часів — Генні Портен і данка Аста Нільсен. Крім того, кінострічки, що мали касовий успіх, відразу ж забезпечувалися продовженнями і перетворювалися на серіали. Таку масову кінопродукцію довоєнного кіно забезпечували режисери Ернст Любіч, Ріхард Освальд та Джое Май. Любич знімав, як правило, фарсові комедії і драми («Фройляйн Мильна Піна», «Цукор і кориця», обидва — 1915). Освальд ставив фантастичні та пригодницькі фільми, а також екранізації, знявши, зокрема, «Собаку Баскервілів» за А. Конан Дойлом (1914/1915), «Казки Гофмана» (1916, за кількома новелами Ернстаа Теодора Амадеа Гофмана) і «Портрет Доріана Грея» (1917, за романом Оскара Вайлда). Виключно у пригодницькому жанрі працював Джое Май, що робив наголос головним чином на поліцейські фільми, що були своєрідними серіали із цілої низки самостійних стрічок з тим самим головним героєм (за цією схемою з 1960-х років знімаються «бондівські» фільми). Таким героєм у Мая став детектив Стюарт Веббс, що уперше з'явився у фільмі «Таємнича вілла» (1914). З детективних серіалів почав у той час свою кар'єру і режисер Фріц Ланг.
Бойкот французьких кінофільмів, пов'язаний з Першою світовою війною, спровокував деяку кризу кінопрокату тих років; власникам закладів, що показували кіно, доводилося відшкодовувати виниклу нестачу фільмів номерами танців вар'єте. Проте вже до 1916 року в Німецької імперії налічувалося понад 2000 постійних місць кінопоказу. 1917 року з заснуванням наполовину державної кінокомпанії UFA (Universum Film AG) німецька кіноіндустрія набуває структурованості і підтримки державної казни. Цей крок влади Німеччини був обумовлений тим, що кінематограф як жодний інший вид мистецтва не виявився ефективним знаряддям пропаганди. Під егідою армії Німецької імперії виникали так звані «фільми Вітчизни» («Vaterlandische Filme»), що зверталися до патріотичних почуттів глядачів; глядачі ж, у свою чергу, не хотіли споживати цей товар без розважальної складової. Тож поступово зростаюча кіноіндустрія Німеччини, на той момент найбільша в Європі, була вимушена фінансувати знімання і таких стрічок.

## 1918—1933: перехід до звукового кіно

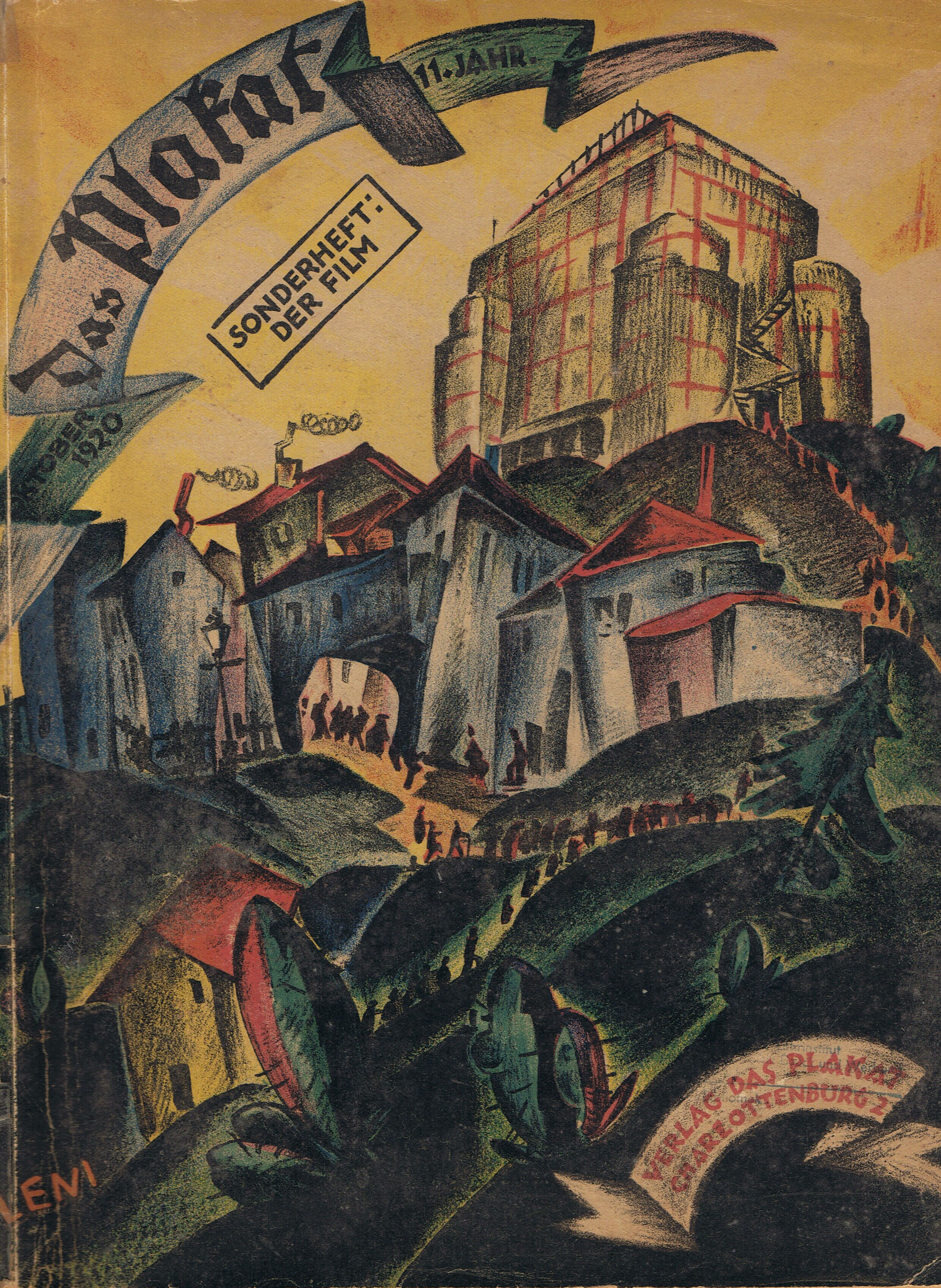
Обкладинка журналу про кіно від експресіоніста Пауля Лені (жовтень 1920)

Відразу після війни у німецькому кінематографі панували дві групи фільмів, — перша ретельно розробляла мотиви сексуального життя, схиляючись до відвертої порнографії. Ці фільми з'явилися на хвилі сексуальної освіти, яка заохочувалася владою довоєнної Німеччини. Еротичні стрічки були особливо модними у 1919 році, а потім їх виробництво пішло на спад. Найпродуктивнішим у цьому напрямі був режисер Ріхард Освальд, який зняв у цей період такі стрічки, як «Хай буде світло!» (1917), «Проституція» (1918), «Не такий як усі» та ін. Іншим різновидом фільмів, модним в післявоєнний час, були історичні стрічки. В цьому напрямі активно працювали режисери Джое Май («Індійська гробниця», 1921), Ернст Любіч («Мадам Дюбаррі» 1918—1919, «Дружина фараона», 1921) та ін.
З 1919 року в німецькому кінематографі переважає кіноекспресіонізм: такі його зразки як «Кабінет доктора Калігарі» (1919, режисер Роберт Віне) і «Носферату. Симфонія жаху» (1922, Фрідріх Вільгельм Мурнау) стають кінокласикою і роблять значний вплив на подальший розвиток кіномистецтва. Кіноекспресіонізм Німеччини зробив значний вплив на похмуру естетику, що склалася пізніше, фільмів жахів і детективних стрічок. Такі режисери, як Жан Кокто і Інгмар Бергман, за власним визнанням черпали натхнення в цих фільмах. Крім того, критики відмічали дуже сильні тенденції до зображення апокаліпсису й авторитаризму в німецькому кіно цього періоду. Стильовим відгалуженням у німецькому кінематографі можна також назвати ряд картин, що містять соціальну критику і поступово вступаючих в дискусію з експресіоністами (яскравий представник, — Георг Вільгельм Пабст, «Безрадісний провулок» 1925 року та інші фільми).
Основою реалістичного кіномистецтва у Німеччині 1920-х років став жанр камершпіле — камерних драм, у яких зображалося життя дрібної і середньої німецької буржуазії. Принципи цього жанру найбільш послідовно були виражені у сценаріях Карла Маєра. Режисери камершпіле відмовилися від монументальних постановок. Місцем дії їх стрічок стали вулиці і площі міст, тісні квартири, брудні сходові майданчики, жалюгідні і злиденні крамнички. Серед режисерів, що працювали в цьому жанрі були Лупу Пік («Скалки», 1921, «Святвечір», 1923), Леопольд Йєснер («Чорний хід», 1921, спільно з Паулем Лені), Карл Ґруне («Вулиця», 1923) та інші. До фільмів «каммершпіле» тісно примикає ціла група фільмів, що отримала в історії кінематографа назву «вуличних». Серед фільмів знятих у цьому жанрі: «Примара» (1922) Фрідріха Вільгельма Мурнау, «Полум'я» (1923) Ернста Любіча, «Вулиця» (1923) Карла Ґруне, «Ню» (1924) Пауля Циннера, «Безрадісний провулок» (1925) Георга Вільгельма Пабста, «Асфальт» (1929) Джое Мая та ін.

У часи Веймарської республіки лише в одному Берліні кіновиробництвом займалося понад 230 кінокомпаній; збудовані кінопавільйони в Бабельсберзі дозволяли здійснювати усе масштабніші постановки. Найяскравішим прикладом розквіту кіновиробництва в Німеччині стало створення у 1927 році Фріцем Лангом грандіозного кіновидовища «Метрополіс», у якому брало участь понад 36 000 статистів, а оператор Ежен Шюффтан уперше повною мірою застосував винайдений ним самим прийом «дзеркальних поєднань» (комбінування двох зображень в одне), що став революційним для подальшого розвитку операторського мистецтва і згодом названий «прийомом Шуффтана». До середини 1920 років в Німеччині щосили будувалися велетенські кінотеатри на 1600 і більше місць.

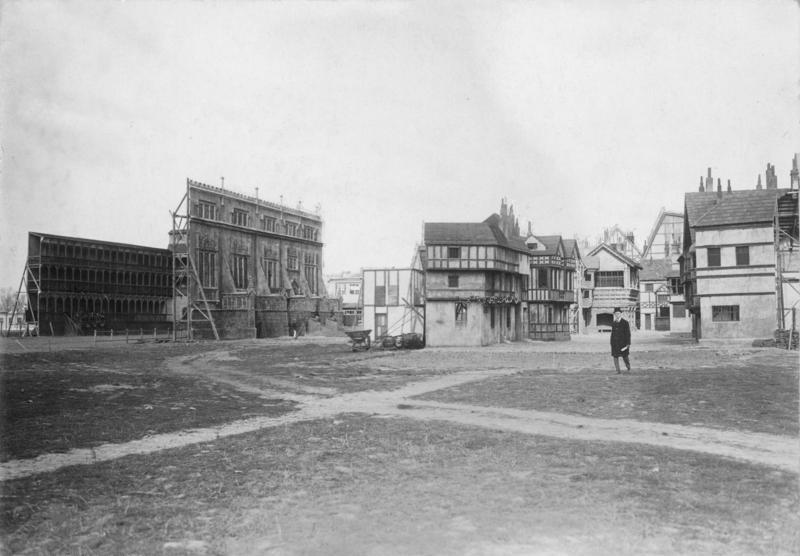
Кіностудія UFA в Берлін-Темпельгоф (1920)

Німецьке німе кіно стало однією з прибуткових статей бюджету Німеччини. В той же час, валюта, що знецінилася, нестабільна економіка і декілька кінематографічних суперпроєктів, що обернулися фінансовим крахом, примушували кінематографістів маневрувати у своїх картинах між блиском і убогістю. Остання причина (дорогі постановки, що провалилися в прокаті) змушувала деяких кінематографістів шукати нові можливості творчості за океаном (наприклад, відомий режисер та актор Ернст Любіч, що емігрував у 1923 році до Сполучених Штатів Америки). Більше того, фільми соціальної і моральної тематики, питання що зачіпали теми абортів, проституції, гомосексуальності, наркоманії, піддавалися різким нападкам з боку консервативно налаштованої критики і цензури, що почала формуватися. Проте разом із загальним розвитком масового кіно отримувало розвиток і документальне та експериментальне кіно.
У 1927 році компанія Universum Film AG стала частиною консервативного концерну Альфреда Гугенберга, а в його продукції переважали фільми про подорожі до далеких країн, які рядовий глядач міг побачити лише купивши квиток в кіно.
Наприкінці 20-х років настає епоха звукового кіно. Знімаються такі фільми, як «Блакитний ангел» (1930) з Марлен Дітріх, «Берлін-Александерплац» (1931), а також екранізація «Тригрошова опера» Бертольта Брехта (1931). Фріц Ланг зняв декілька картин, серед яких його перший звуковий фільм «М». Вже у 1932 році в країні було відкрито понад 3800 кінотеатрів, де демонструвалося звукове кіно.

## 1933—1945: кінематограф у Третьому Рейху
З приходом в Німеччині до влади націонал-соціалістів понад півтори тисячі видатних кіномитців емігрували з країни (серед інших Фріц Ланг, Марлен Дітріх, Петер Лорре, Еріх Поммер, Елізабет Бергнер та інші). Зважаючи зростаючу антисемітську політику багато кінематографістів єврейського походження були вимушені припинити роботу.
У 1934 році держава ввела попередню цензуру фільмів, а в 1936 році була офіційно скасована кінокритика. До виробництва допускалися тільки ідеологічно витримані фільми. Усю кінопродукцію, що вийшла в період націонал-соціалізму, можна умовно розділити на дві категорії: це передусім фільми розважального характеру («Пунш з паленого цукру» Гельмута Вайса, 1944) і пропагандистські фільми («Єврей Зюсс», 1940), численні постановки про Фрідріха Великого). В цілому фільми цього періоду пропагували принципи «обраності німецького народу» і «верховенства фюрера».

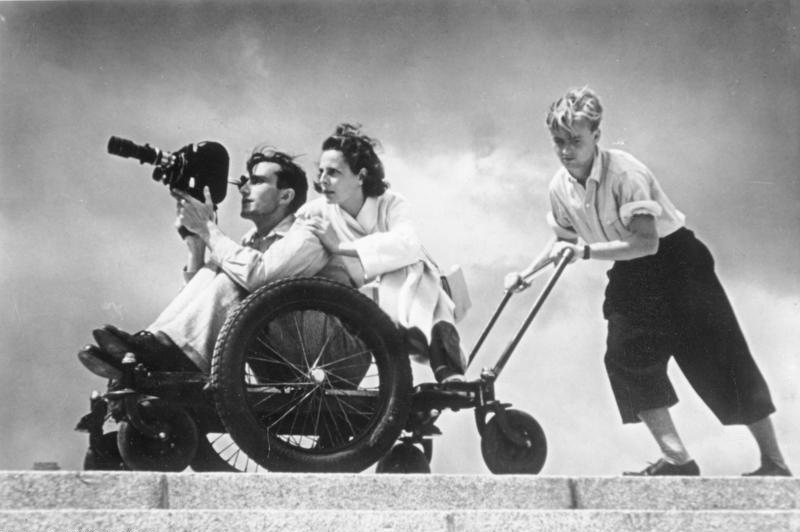
Лені Ріфеншталь на зніманні фільму «Олімпія», 1936

В середині 1936 року в країні був введений в дію закон про віднесення до компетенції міністерства пропаганди Німеччини повноважень з видачі дозволів на прокат іноземних фільмів. Фактично на випуск кінофільмів не-німецького виробництва була накладена заборона, і з 1937 року кіноіндустрія остаточно перейшла під державний контроль. Виробництво розважального кіно було проголошене однією з цілей держави. Потужна підтримка кінематографа урядом націонал-соціалістів мала і свої плюси: держава вкладала значні кошти в розвиток кінопромисловості, дозволяючи їй, у свою чергу, удосконалюватися в технічному плані. Було налагоджено виробництво перших кольорових стрічок, проте до цього було знято ще декілька чорно-білих, таких, що стали згодом класикою кінематографа і що багато в чому зумовили його розвиток на роки у світовому масштабі: Лені Ріфеншталь у своїх документальних кінострічках про з'їзди націонал-соціалістичної партії Німеччини і Олімпійські ігри, що проходили у Берліні, показала найвищий рівень володіння технікою кінозйомки, створивши такі наповнені спокусливою естетикою тоталітаризму картини, як «Тріумф волі» і «Олімпія».
Виникає наступний феномен: з посиленням ситуації на Східному фронті росли касові збори німецького кіно. У 1943—1944 роках вони складали вже мільярди рейхсмарок.

## 1945—1980: дві Німеччини, або конфлікт поколінь в кіно

### Післявоєнний час
Після Другої світової війни умови кіновиробництва, передусім економічні, у Німеччині різко змінилися. Частина майна компанії Universum Film AG була вилучена і знаходилася під контролем союзників, які проголосили політику декартелізації німецької економіки і зважаючи на це, щоб перешкодити новій концентрації на ринку кіновиробництва, розподілили ліцензії на випуск фільмів між безліччю середніх і дрібних фірм. 21 серпня 1949 року набув чинності статут, згідно з яким Німеччина надалі більше не могла вводити заборону або обмеження на прокат продукції зарубіжного кінематографа на своїй території. Знову стали доступними фільми іноземного виробництва.
Проте як складову частину «виховних кінозаходів», запланованих союзниками, німецькі громадяни насамперед отримали шокуюче знімання з нацистських концентраційних таборів.
Великою популярністю в післявоєнні роки користувалися картини з Чарлі Чапліном і мелодрами виробництва США, хоча питома вага німецьких фільмів в кінотеатрах все ще залишалася великою — понад 40 %. В Німеччині тоді знімалося так зване «руїнне кіно» (Trummerfilme) — документальний погляд на зруйновану післявоєнну Німеччину, на поступове звільнення від тоталітарного минулого. Першим післявоєнним фільмом був «Убивці серед нас» режисера Вольфганга Штаудте. Фільми того часу були під значним впливом майстрів італійського неореалізму і часто мали документальний характер. Відомий режисер Роберто Росселліні у 1946 році зняв в зруйнованому Берліні свій фільм «Німеччина, рік нульовий».

### Західнонімецьке кіно у 1950-ті роки
Після короткого періоду переважання соціального кінематографу, в німецьку кіноіндустрію повертається розважальне кіно, особливо патріотичної спрямованості, що піддається сильній критиці з боку арткінематографу (критика знайшла своє вираження в так званому маніфесті Обергаузена 1962 року). Значна кількість фільмів тих років була рімейками старих кінострічок, знятих на студії Universum Film AG.
Телебачення (з 1954 року) і запізнілі відголоси французької Нової хвилі привели до кризи західнонімецького кіно, попри те, що час від часу випускалися високо оцінювані і зараз фільми, на зразок «Грішниці» (1951, з Гільдеґард Кнеф у головній ролі) або «Мосту» Бернгарда Віккі. У цей же період на кіноекранах з'являється Ромі Шнайдер, що згодом стала світовою кінозіркою. У іншому ж переважали оперетні комедії і фільми про лікарів. У цей же самий час нестримно падає міжнародне значення німецького кіно: через вторинності і вузькості тем німецькі фільми сприймалися зарубіжним глядачем як провінційні і сильно програвали французькому, італійському і навіть японському кінематографу тих років. До того ж кіноіндустрія Німеччини залишалася досить закритою для спільних з іншими країнами кінопроєктів, що не йшло їй на користь. Проте, як відмічають кіноаналітики, з 1946 по 1956 рік спостерігався стрімкий приплив глядача у кінотеатри, і це явище, що дістало назву «кінодива», досягло свого піку у 1956 році, коли в кінотеатрах, що налічували майже 6,5 тисяч екранів, побувало 817 мільйонів глядачів (для порівняння: у 1946 році кількість кіноглядачів в Західній Німеччині склала 300 мільйонів чоловік при більш ніж 2 000 кіноекранів).

### Східнонімецьке кіно
Східнонімецьке кіно видужало від розділу Німеччини значно швидше, ніж його західна половина. Майже уся інфраструктура студії Universum Film AG була розташована на зайнятій радянськими військами території, що складала НДР. Тому для відновлення післявоєнної кіномережі і кіновиробництва НДР знадобилося значно менше часу, ніж їх західним колегам у ФРН.
У східнонімецьких фільмах післявоєнного періоду переважали антифашистська тематика і заклик працювати «на користь нової, кращої Німеччини». Найвидатнішими стрічками НДР стали фільми, зроблені на напівдержавній студії Deutsche Film AG.

### Криза кінематографа
З кінця 1950 років число відвідувачів німецьких кінотеатрів стало нестримно скорочуватися, і з 800 мільйонів у 1957 році впали до рівня 172 мільйони у 1969 році. Скоротилася майже удвічі і кількість кіноекранів. Багато кіностудій вимушені були оголосити про банкрутство. Піком цієї кризи стало оголошення про банкрутство галузевої студії Universum Film AG у 1962 році; усі активи студії перейшли через два роки до концерну Bertelsmann.
Як одна з причин цього називалося надвиробництво кінофільмів: і як наслідок, студії різко скоротили фінансування. Так, якщо у 1956 році вийшли 123 кінострічки, то у 1965 — всього 56 фільмів. У зв'язку з економічною ситуацією, що покращується, в Німеччині підвищувався і середній дохід населення, і як наслідок росла пропозиція розважальних послуг. Швидке поширення телебачення склало конкуренцію кінематографу, ставши повноцінним ЗМІ. Кількість телевізійних приймачів зросла з 10 000 штук у 1953 році до семи мільйонів у 1962-му.
Кіно того періоду продовжувало пропонувати глядачеві нехитрий набір стандартних жанрових фільмів — вестернів, шпигунських фільмів, еротичних фільмів та ін. Активно екранізувалися популярні літературні автори на зразок Едгара Воллеса і Карла Мая (автора популярного персонажа Віннету). Екранізації залежно від ступеня їх успішності ставали кіносеріалами: дешевими, наповненими кліше і передбачуваними сюжетами, з деякою долею брутальних жартів і елементами любовних історій. В цей час популярним в країнах соціалістичного блоку стає югославський актор Гойко Митич, що створив образ індіанця Віннету «НДР-івського зразку». З'являється і так званий жанр спагеті-вестерну, що відрізнявся від звичайних американських надзвичайною жорстокістю (наприклад «На декілька доларів більше» 1965 року з Клаусом Кінскі, частково фінансувався баварською студією Constantin Film). Усе це привело репутацію кінематографа Німеччини до критично низького рівня.

### Нове німецьке кіно
У 60-70 роки XX століття у Німеччині виникає течія що називала себе, «нове німецьке кіно». Найяскравішими його представниками були такі режисери як Вім Вендерс, Фолькер Шлендорф, Вернер Герцог, Райнер Вернер Фассбіндер. Заявленою ними метою був відхід від розважального кіно на користь гостросоціального, що спонукало б до роздумування кінематографа. Фільми цих режисерів знімалися на кошти незалежних студій і дістало назву «авторського». Значний вплив на Новий німецький кінематограф зробила французька нова хвиля і рух протесту 1968 року.

## Кінематограф об'єднаної Німеччини

### 2000-ні роки: підйом[4]
У першому десятилітті XXI століття берлінці знімають повільне, споглядальне кіно про життя європейця, в якому немає більше подій, більше приватних, а цукор, що розчиняється в чашці, важливіший за зміну уряду. Вони майже не розповідають, а більше спостерігають. Для фільмів вони майже завжди вибирають літо, вічний день, інкрустований байдужим щебетанням птахів.
Найбільш відомі режисери: Ангела Шанелек, Крістіан Петцольд, Марен Аде, Ульріх Келер, Крістоф Гоггойзлер.

## Кіноакадемія та кінозаходи
- Берлінаре
- Франкфурт-на-Майні
- Мангейм-Гайдельберг
- Міжнародний кінофестиваль короткометражних фільмів в Обергаузені
- Мюнхенський кінофестиваль
- Кінофестиваль GoEast
- Лейпцизький кінофестиваль

У 2003 в Берліні була заснована Німецька кіноакадемія, яка прагне забезпечити німецьким кіновиробникам майданчик для обговорення шляхів представлення німецького кіно через публікації, обговорення і регулярного просування теми кінематографа в освіті. З 2005 року кіноакадемія вручає найкращим кінематографістам щорічну премію Deutscher Filmpreis.
За межами Німеччини культурний вплив і авторитет німецького кіно росте завдяки різним добре організованим фестивалям, що мають міжнародне значення. Найбільшим з кінофестивалів, що проходять у Німеччині є Берлінський міжнародний кінофестиваль, або Берлінаре, започаткований у 1951 році. Нарівні з Каннським та Венеційським фестивалями він є одним із найзначиміших у Європі й служить місцем зустрічей для представників кінематографа й кіно-бізнесу. Міжнародний статус мають і кінофестивалі в Мангаймі, Обергаузені та Лейпцизі. Спеціалізовані кінофестивалі та інші кінозаходи, що проходять у інших містах (в Мюнхені, Любеку, Гамбурзі та ін.), також висувають німецьке кіно на міжнародну арену, сприяють подальшому розвитку кінематографа і його економічній стабілізації.

## Кіношколи

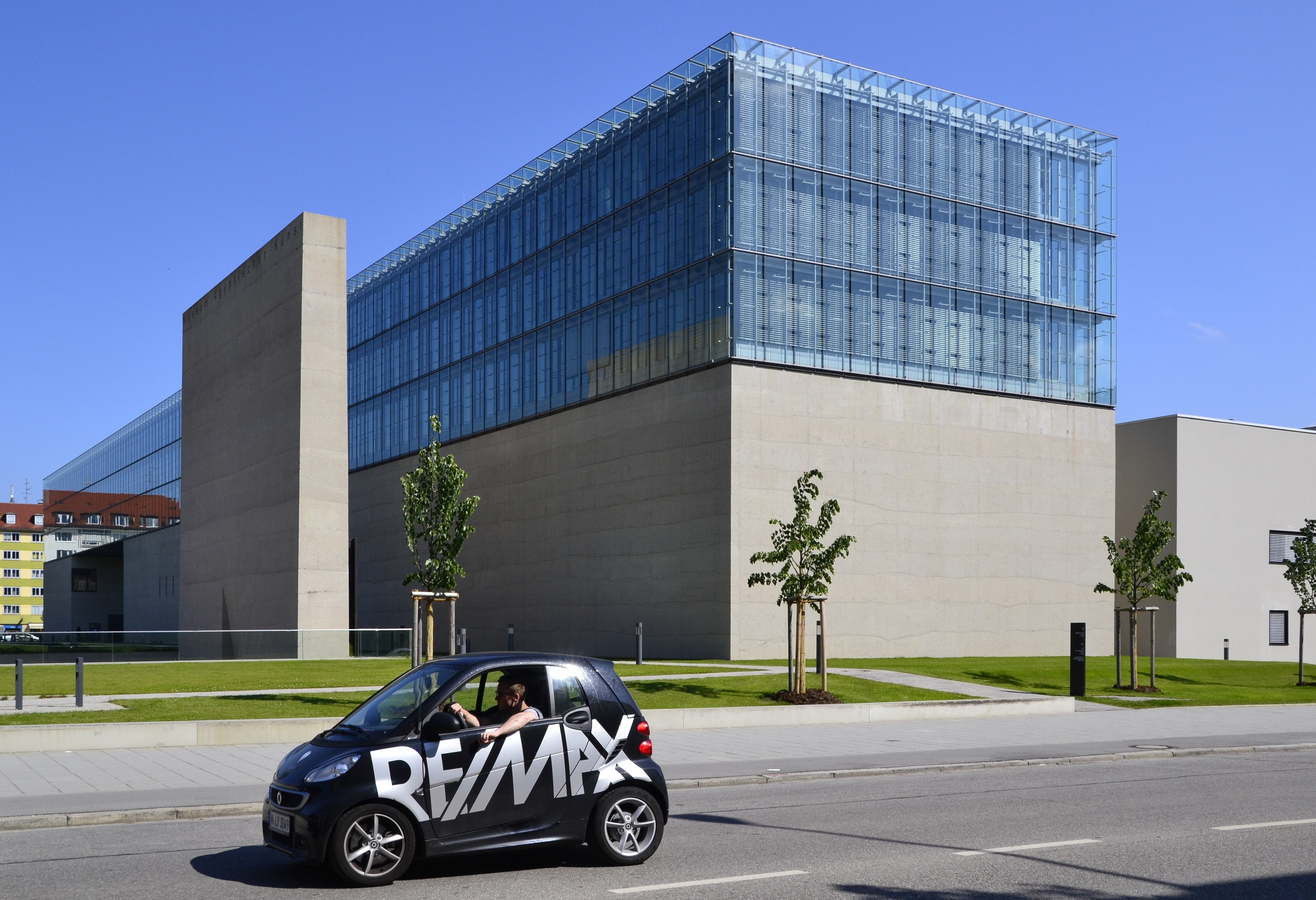
Університет кіно і телебачення в Мюнхені

Декілька установ у Німеччині, як державних, так і приватних, забезпечують формальну освіту в різних аспектах кіновиробництва.
- Deutsche Film- und Fernsehakademie Berlin[en], Берлін
- Film Academy Baden-Württemberg[en], Людвігсбург
- Internationale filmschule Köln[de], Кельн
- University of Television and Film Munich[en], Мюнхен
- Hochschule für Film und Fernsehen «Konrad Wolf», Потсдам

До об'єднання Німеччини творчі кадри для кіно ФРН готували Вища школа кіно і телебачення в Мюнхені (заснована 1967) і Інститут кіноосвіти в Ульмі (з 1962). Науково-дослідна робота проводилася в Німецькому інституті кінознавства у Вісбадені. У НДР кадри кінематографістів готувала Вища кіношкола в Бабельсберзі; цей же інститут займався дослідницькою роботою, видавав спільно з Державним кіноархівом НДР щорічне довідкове видання «Film — bibliografischer Jahresbericht» (з 1965).
Серед спеціалізованих видань, присвячених кіно: у ФРН — «Cinema» (з 1975, виходить і дотепер), «Filmkritik» (1957–1984), «Filme» (з 1980–1982), «Filmfaust» (1976–1996), щорічник «Jahrbuch des Films» (з 1958); у НДР — «Filmspiegel» (1954–1991), «Film und Fernsehen» (з 1973), з 1970 видавався щорічний альманах «Prisma», присвячений проблемам кіно і телебачення.